# Valentino Mastrozzi
Valentino Mastrozzi (Terni, 25 luglio 1729 – Roma, 13 maggio 1809) è stato un cardinale italiano della Chiesa cattolica, nominato da papa Pio VII.

## Biografia
Nacque a Terni il 25 luglio 1729.
Papa Pio VII lo elevò al rango di cardinale nel concistoro del 23 febbraio 1801.
Morì il 13 maggio 1809 all'età di 79 anni.